# Alas (banda)
Alas fue un grupo argentino de rock progresivo considerada como una de las bandas más relevantes del rock progresivo en español. En su efímera existencia (entre 1975 y 1978) se caracterizó por un estilo que fusionaba rock con influencias del tango, folklore argentino y jazz.

## Historia
El proyecto musical de Alas tomó forma hacia fines de 1974, cuando el trompetista, tecladista y cantante Gustavo Moretto se alejó de Alma y Vida ―banda pionera del género jazz rock en Argentina― y decidió formar una nueva banda junto a Carlos Riganti (exbaterista de la banda Materia Gris), y a Álex Zuker (bajista y guitarrista de la banda Pedro y Pablo).
El trío pasó a desarrollar una música de gran riqueza técnica, un sonido sofisticado que se asentaba en los múltiples teclados de Moretto y que experimentaba en la fusión de rock progresivo y sinfónico con ritmos tangueros y folclóricos.

Al principio, lo único que nos propusimos era formar un conjunto que sonara bien y que tuviera algunos aspectos nuevos, especialmente los arreglos. Luego llegamos a la conclusión de que, si bien no podíamos negar para nada lo que habíamos hecho hasta entonces, ni podíamos pasar por alto la música que en este momento mueve al mundo, teníamos que reflejar de alguna manera lo argentino.
Gustavo Moretto, entrevistado por la revista Expreso Imaginario, julio de 1977

Después de un auspicioso debut en el teatro IFT (de Buenos Aires), Alas realiza una minigira por las principales ciudades de Argentina antes de debutar en la empresa discográfica EMI con un simple que contenía los temas «Aire (Surgente)» y «Rincón, mi viejo rincón».
A mediados de 1976 apareció su álbum debut, Alas, que contenía solo dos extensas composiciones, «Buenos Aires solo es piedra» y «La Muerte contó el dinero», divididas en seis y siete subtemas respectivamente. En el primero predominaba un sonido tanguero, mientras que el segundo estaba basado en un ritmo de vidala. Moretto, sin embargo, reconocía que el uso del elemento folclórico estaba condicionado por el entorno urbano:

Como ninguno de nosotros vive en el campo, lo más lógico era buscar en el folclore de la ciudad en que vivimos. Quisimos producir una música que fuera reconocible como perteneciente a Buenos Aires.
Gustavo Moretto

La experimentación musical que fue una constante durante toda la carrera de Alas fue llevada un paso más adelante cuando incorporaron, como músico invitado, al bandoneonista Daniel Binelli. No contentos con eso, en octubre de 1976, Moretto, Riganti y Zucker se presentaron, con gran repercusión, en el teatro Coliseo de Buenos Aires, acompañados de tres bandoneonistas: además de Binelli, tocaron en ese recital Juan José Mossalini y Rodolfo Mederos. Ambos habían sido compañeros de Binelli en la orquesta de Osvaldo Pugliese, además de formar parte del grupo de Mederos, Generación Cero.
Tras el verano de 1977, Álex Zucker viajó a Estados Unidos, donde continuó vinculado a la música, formando el grupo Melange. Su lugar en Alas fue ocupado por un muy joven Pedro Aznar (17), que venía de tocar en Madre Atómica (junto a Lito Epumer y el Mono Fontana). Con esta nueva formación, más el aporte de Binelli y Néstor Marconi en bandoneón, Alas realizó una nueva serie de presentaciones, pero volvió a ser trío para la grabación de un segundo álbum, bautizado como Pinta tu aldea. En reportajes de la época, los músicos manifestaban su intención de abrirse a nuevos campos musicales:

Lo que hacemos no es ni un capricho adolescente ni un lance comercial. Estamos buscando algo con toda honestidad, sin grandes mecanismos publicitarios. Queremos que nos escuchen, nada más.
Gustavo Moretto

La carrera de Alas se interrumpió a principios de 1978, cuando Gustavo Moretto decidió viajar a la ciudad de Boston para perfeccionar sus estudios musicales. Esto motivó que el lanzamiento del segundo larga duración de la banda se demorase indefinidamente. Por fin, Pinta tu aldea apareció en 1983, pero para ese entonces la escena del rock nacional había cambiado sensiblemente, lo cual hizo que no tuviera el eco que esperaban.
En marzo del 2003 se concreta el reencuentro de la banda, con una serie de shows en Estados Unidos, con Néstor Marconi y Pedro Aznar como invitados. Y la presentación en Buenos Aires tuvo lugar en agosto, en el ND Ateneo.

## Discografía
- 1975: Aire (surgente) / Rincón, mi viejo rincón.  (simple).
- 1976: Alas.
- 1977: Pinta tu aldea (editado en 1983).
- 2000: Archivo EMI (compilado).
- 2005: Mimame bandoneón (álbum en vivo).